# تیوو
تیوو (به لاتین: Tyłowo) یک منطقهٔ مسکونی در لهستان است که در Gmina Krokowa واقع شده‌است.

## خصوصیات
تیوو ۱۸۵ نفر جمعیت دارد.